# Recoil (película)
Recoil (Retroceso en español) es una película canadiense con producción estadounidense de cine de acción, realizada en Canadá en el año 2011. Fue dirigida por Terry Miles y está protagonizada por Steve Austin y Danny Trejo. Fue estrenada el 1 de marzo de 2011 en Canadá. 

## Sinopsis
Ryan Varrett (Steve Austin), es un expolicía estadounidense que se vuelve vigilante, después de que su familia ha sido asesinada, exigiendo venganza contra los asesinos y luego en todos los criminales que se han deslizado a través del sistema.

## Elenco
- Steve Austin es Ryan Varrett.
- Serinda Swan es Darcy.
- Danny Trejo es Drake Salgado.
- Keith Jardine es Crab.
- Lochlyn Munro es el agente Frank Sutton.
- Noel Gugliemi es Rex Salgado.
- Adam Greydon Reid es Deputy Hedge.
- Tom McBeath es Sheriff Cole.
- Patrick Gilmore es Kirby.
- Rebecca Robbins es Connie Varrett.
- Connor Stanhope es Matt Ryan Varrett.
- Roman Podhora es Dale Burrows.
- Daniel Boileau es Frank.
- Jase Anthony Griffith es Lou.